# Lichnoptera cavillator
Lichnoptera cavillator är en fjärilsart som beskrevs av Walker 1856. Lichnoptera cavillator ingår i släktet Lichnoptera och familjen Pantheidae. Inga underarter finns listade i Catalogue of Life.